# Līga Kļaviņa
Līga Kļaviņa (Tukums, 27 gennaio 1980) è un'ex multiplista lettone.

## Biografia
Nata nell'allora Unione Sovietica, Kļaviņa ha iniziato la propria carriera sportiva nel salto in alto. Nel 1998 ha debuttato con la nazionale lettone ai Mondiali juniores in Francia. Nel 2000 ha preso parte ai Giochi olimpici di Sydney 2000, fermandosi in fase di qualificazione della gara di salto in alto. Nel 2001, dopo essere arrivata settimana ai Mondiali indoor in Portogallo nel pentathlon, e dopo aver vinto due medaglie di bronzo in Coppa Europa (2nd League) in Lettonia, Kļaviņa ha vinto la medaglia d'oro agli Europei under 23 nei Paesi Bassi.
Prima di lasciare la carriera agonistica, ha disputato alcune stagioni nei tornei NCAA, con l'Abilene Christian University.

## Palmarès
| Anno | Manifestazione  | Sede        | Evento        | Risultato | Prestazione | Note |
| ---- | --------------- | ----------- | ------------- | --------- | ----------- | ---- |
| 1998 | Mondiali U20    | Annecy      | Eptathlon     | dnf       | dnf         |      |
| 1999 | Europei U20     | Riga        | Salto in alto | 11ª       | 1,79 m      |      |
| 2000 | Giochi olimpici | Sydney      | Salto in alto | nm (q)    | nm (q)      |      |
| 2001 | Mondiali indoor | Lisbona     | Pentathlon    | 7ª        | 4334 p.     |      |
| 2001 | Europei U23     | Amsterdam   | Eptathlon     | Oro       | 6279 p.     |      |
| 2001 | Mondiali        | Edmonton    | Salto in alto | 21ª (q)   | 1,80 m      |      |
| 2002 | Europei         | Monaco      | Eptathlon     | 8ª        | 5996 p.     |      |
| 2003 | Mondiali indoor | Birmingham  | 60 m piani    | Batteria  | 8"47        |      |
| 2003 | Mondiali        | Saint-Denis | Eptathlon     | 17ª       | 5932 p.     |      |